# Guils del Cantó
Guils del Cantó es una localidad española del municipio de Montferrer i Castellbò, perteneciente a la provincia de Lérida, en la comunidad autónoma de Cataluña.

## Toponimia
El nombre del lugar puede encontrarse referido con las variantes Guils y Guils del Cantó.

## Historia
Hacia mediados del siglo XIX, el lugar, por entonces con ayuntamiento propio, tenía contabilizada una población de 129 habitantes. Aparece descrito en el noveno volumen del Diccionario geográfico-estadístico-histórico de España y sus posesiones de Ultramar de Pascual Madoz de la siguiente manera:

GUILS: l. con ayunt., al que están agregados los pueblos de Solans y Vilarrubla, en la prov. de Lérida (20 leg.), part. jud. y dióc. de Urgel (3 1/2), aud. terr. y c. g. de Cataluña (Barcelona 26); sit. en medio de la pendiente de un cerro, con esposicion al S.: le combaten los vientos de O. y N., y con clima aunque frio, saludable. Tiene 35 casas distribuidas en 2 calles y una pequeña plaza: la igl. parr. (San Fructuoso) está servida por un párroco y un beneficiado de sangre; el curato es de segundo ascenso y se provee por S. M. y el diocesano, segun los meses que ocurre la vacante, pero siempre en concurso general: esta parr. tiene por anejos los l. de Solans y Vilarrubla: fuera del pueblo está el cementerio en buena situacion, y encima de él hay una ermita arruinada. Se estiende el térm. 1 1/4 leg. de N. á S., y 3 de E. á O.; confinando N. con el de Pallerols; E. con el de Berent; S. con el de Solans y Vilarrubla, y O. con el de Rubio: se encuentran en él varias fuentes de buena calidad, y por su centro cruza un riach. que lleva el nombre del l., formando un círculo de O. á S., después del cual se reúne con el de Noves y juntos riegan con sus aguas algunos prados, utilizando ademas sus aguas para dar impulso á 2 molinos harineros de represa: el terreno en general es de mala calidad, encontrándose en él, á leg. y medía de dist. un monte arbolado de pinos, abetos y varios matorrales de bojes que lleva el mismo nombre del pueblo. caminos: dirigen á la Seo de Urgel á Noves y á Sort en bastante mal estado: la correspondencia se recibe del primero de aquellos puntos por espreso. prod.: trigo, patatas, legumbres y pastos, con los que se cria ganado lanar, cabrio , vacuno y mular: hay caza de perdices, conejos, liebres y otros animales dañinos. pobl.: 22 vec., 129 alm. cap. imp.: 21,833 rs. contr.: el 14'28 por 100 de esta riqueza.
(Madoz, 1847, p. 80)

## Demografía
| Gráfica de evolución demográfica de Guils entre 1842 y 1970 |
| |
| Población de derecho según los censos de población del INE Población de hecho según los censos de población del INEEntre el censo de 1981 y el anterior, este municipio desaparece porque se integra en el municipio 25140 (Montferrer Castellbó) |

En 2019 contaba con 19 habitantes. En 2022, tenía empadronados 18 habitantes.